# Proceratophrys bigibbosa
Proceratophrys bigibbosa és una espècie de granota que viu a l'Argentina i el Brasil.
Està amenaçada d'extinció per la pèrdua del seu hàbitat natural.